# Les Animaux malades de la science
Pour plus de détails, voir Fiche technique et Distribution.
Les Animaux malades de la science est un film documentaire français réalisé par Paul Vecchiali et Paul Ceuzin, diffusé en 1969 dans l'émission Eurêka, à l'ORTF, le 29 avril 1969.

## Fiche technique
- Format image : 16mm - noir et blanc
- Durée : 17 min